# مثلث‌بندی دینامیکی سببی
مثلث بندی دینامیکی سببی (به انگلیسی: (Causal dynamical triangulation(CDT) که توسط رناته لول، یان امبیون و جرزی ژورکیویچ ابداع و توسط فوتینی مارکوپولو و لی اسمولین به شهرت رسید، نگرشی به گرانش کوانتومی است که مانند گرانش کوانتومی حلقه مستقل از پس‌زمینه است. این بدان معنی است که هیچ صحنه ازپیش موجودی (فضا) را تصور نمی‌کند بلکه می کوشد که نشان دهد خود فابریک فضازمان چگونه تکامل می یابد.